# La Hulpe
La Hulpe (neerlandeză Terhulpen, valonă L' Elpe) este o comună francofonă din regiunea Valonia din Belgia. Suprafața totală a comunei este de 15,60 km². La 1 ianuarie 2008 comuna avea o populație totală de 7.344 locuitori. 